# 七覺支
七觉支（或satta sambojjhaṅgā），也称七等觉支、七遍觉支、七菩提分、七菩提分宝、七觉分、七觉意、七觉志、七觉支法、七觉意法，为佛教术语，三十七菩提分法中的一类。

## 名稱來源
覺，又譯為菩提，是覺悟之意，為智慧解脫的別名。支（āṅga）是「分支」、「部份」、「肢體」之意，八聖道也使用同樣的單字構成。七觉支是指能够到达佛教所说的觉悟的修行类别及感受。
在契經中，七覺支也被稱為七覺分，七道品法或七菩提分法

## 分类
七觉支包括以下七类：
1. 念(smṛti)覺支，心中明白，常念于定与慧。
2. 擇法(dharmavicayaḥ, dhammavicaya)覺支，依智慧能选择真法，舍弃恶法。
3. 精進(vīryaṃ, vīriya)覺支，精进勤奋学习正法而不懈怠。
4. 喜(Prīti, pīti)覺支，得正法而产生的喜悦。
5. 輕安(praśrabdhiḥ, passaddhi)覺支，又作猗觉支，指身心感到轻快安稳。
6. 定(samādhi)覺支，进入三昧而心不散乱。
7. 捨(upekṣā，upekkhā)覺支，心无偏颇，不执着而保持平衡。